# Еленовский, Лазар
Лазар Еленовский (макед. Лазар Еленовски; род. 19 марта 1971, Скопье) — министр обороны Республики Македония с 2006 по 2008 год.

## Образование
Лазар Еленовский окончил факультет экономики Университета Св. Кирилла и Мефодия в Скопье, где он обучался в аспирантуре в области экономического развития и международных финансов.
Еленовский говорит на македонском, албанском, английском, сербском и хорватском языках.

## Карьера
С марта 2001 по декабрь 2005 года он был генеральным секретарем Евро-Атлантического клуба Македонии и в декабре 2005 года был избран председателем Евро-Атлантического совета Македонии. В августе 2006 года назначен министром обороны Республики Македония. Он объявил что одной из его целей является присоединение Македонии к НАТО. В июле 2008 года покинул пост министра, а в августе того же года он был вновь избран председателем Евро-Атлантического совета Македонии.

## Семья
Лазар Еленовский женат, имеет одного ребёнка. Отец Еленовского этнический македонец, мать — албанка.